# كوم إنتو ماي وورلد
«كوم إنتو ماي وورلد» (بالإنجليزية: Come into My World)‏ أو «ادخل إلى عالمي» هي أغنية للفنانة الأسترالية كايلي مينوغ، وأخذت من ألبومها الثامن فيفر (2001). وهي من تأليف وإنتاج روب ديفيس وكاثي دينيس. وهي أغنية ديسكو وتطلب مينوغ من عشيقها أن يدخل إلى عالمها. وتدخل بها عناصر من موسيقى الرقص. وتم إصدارها لتكون رابع وآخر منفردة من الألبوم، وثالث منفردة منه في أمريكا الشمالية، يوم 11 نوفمبر 2002 من قبل بارلوفون.
كان استقبال النقاد للأغنية إيجابيا؛ وأشاد معظم النقاد بتأليف الأغنية وجاذبيتها التجارية. بلغت الأغنية المركز الرابع على قائمة الأغاني الاسترالية. ولقيت نجاحا معتدلا في المملكة المتحدة، حيث وصلت للمركز الثامن في أسبوعها الأول في المملكة المتحدة. كما وصلت للعشرين الأوائل في بلجيكا، المجر، إيطاليا، كندا، ونيوزيلندا، وبلغت المركز 91 على قائمة بيلبورد هوت 100 في الولايات المتحدة.
تم إخراج فيديو كليب الأغنية من قبل ميشيل غوندري، وتظهر نسخ من كايلي وهي تمشي في باريس مع سكان المدينة. تلقى الفيديو كليب مراجعات إيجابية أيضا، حيث تمت الإشادة بالفكرة. أدت مينوغ الأغنية أول مرة في جولتها كايلي فيفر 2002، وظهرت على كل جولاتها حتى لها جولة أفروديت حول العالم عام 2011. حازت الأغنية لاحقا على جائزة جرامي لأفضل أغنية رقص في عام 2004، ليصبح جائزة جرامي الأولى لمينوغ، والوحيدة حتى الآن.

## روابط خارجية
- كوم إنتو ماي وورلد على موقع IMDb (الإنجليزية)